# So lebt der Mensch
So lebt der Mensch (frz. La Condition humaine) ist ein 1933 veröffentlichter Roman von André Malraux, der dritte Teil seiner Trilogie, nach Les Conquérants (1928, dt.: Die Eroberer) und La Voie royale (1930, dt.: Der Königsweg).

## Historischer Hintergrund
Der historische Hintergrund des Romans ist der Aufstand kommunistischer Arbeiter in Schanghai am 21. und 22. März 1927, die unter Führung von Zhou Enlai und Chen Duxiu die Warlords aus Schanghai vertrieben. Dies geschah in Erwartung der Armee der Kuomintang (KMT), die vom Süden Chinas her im sogenannten Nordfeldzug gegen die Warlords vorrückte. Denn noch arbeiteten die KMT und die Kommunistische Partei Chinas (KPCh) mit dem Ziel der Beseitigung der Warlords zusammen. Oberbefehlshaber der KMT-Truppen war Chiang Kai-shek, sein Stabschef Bai Chongxi, dessen Truppen am 2. April 1927 Schanghai besetzten. Dass zu diesem Zeitpunkt kommunistische Arbeiter einen Großteil Schanghais kontrollierten, beunruhigte die chinesischen und die ausländischen Geschäftsleute in Peking, wie auch den rechten Flügel der KMT unter Führung von Chiang Kai-shek. Er verabredete mit Du Yuesheng, dem Anführer der Grünen Bande, ein gemeinsames Vorgehen gegen die Kommunisten und deren Arbeiterwehren. Am 9. April verhängte Chiang Kai-shek das Kriegsrecht über Schanghai; am 12. April ließ er die Arbeiterwehren entwaffnen. Als Arbeiter und Studenten am Folgetag dagegen demonstrierten, ließen Chiang Kai-shek und Bai Chongxi sie niederschießen. Etwa 300 Kommunisten wurden hingerichtet; Tausende „verschwanden“, beseitigt von der Triade Grüne Bande.

## Inhalt
Die 25 Tage vom Vortag des kommunistischen Aufstandes am 21. März 1927 bis zum Massaker am 12. und 13. April 1927 sind die erzählte Zeit des Romans. Schanghai ist der Schauplatz. Die Hauptpersonen, deren Entscheidungen und Schicksale vielfach miteinander verflochten sind, sehen sich angesichts der dramatischen politischen Wendungen binnen kurzer Zeit vor existentielle Fragen gestellt.

### Hauptpersonen der Handlung
Die drei Hauptfiguren sind Ch’en Ta Erh, Kyo Gisors und Baron De Clappique.
Ch'en (im französischen Original „Tchen“ geschrieben) Ta Erh ermordet einen politischen Gegner und sollte später selbst ums Leben kommen, in einem fehlgeschlagenen Selbstmordanschlag auf Chiang Kai-shek. Durch das Töten wird er fatalistisch und wünscht nur noch, zu töten, seine Aufgabe als Terrorist zu erfüllen, die seinen hauptsächlichen Lebensinhalt darstellt. Das wird dadurch erklärt, dass er dem Tod so nahe war, als er getötet hat. Er wird so sehr vom Tod verfolgt und gequält von Machtlosigkeitsgefühlen gegenüber dem Unausweichbaren, dass er zu sterben wünscht, damit die Qual vorbei sei.
Kyo Gisors ist der Führer des Aufstands und glaubt, dass jedermann sich seine eigene Aufgabe aufgeben müsse, statt sich von äußeren Einflüssen lenken zu lassen. Die meiste Zeit der Geschichte versucht er, die Macht für die Arbeiter zu gewinnen und zu verhindern, dass sie von der Kuomintang-Armee an sich gerissen wird. Außerdem muss er einen Konflikt mit seiner Frau auflösen. Er wird gefangen und entscheidet sich für den Giftfreitod, was hier einen endgültigen Akt der Selbstbestimmung / Gestaltung des eigenen Schicksals darstellt.
Baron De Clappique ist ein französischer Kaufmann, Schmuggler und obsessiver Spieler. Er hilft Kyo, eine Ladung Schusswaffen abzuzweigen, und ihm wird später gesagt, sein Leben sei in Gefahr, wenn er nicht binnen 48 Stunden die Stadt verlasse. Auf dem Weg, Kyo zu warnen, bleibt er wegen seiner Spielsucht hängen und kann nicht mehr aufhören mit dem Spielen. Er sieht das Glücksspiel als Selbstmord ohne Sterben. Clappique ist sehr gut gelaunt und nett, aber gleichzeitig leidet er innerlich. Schlussendlich verlässt er die Stadt, als Matrose verkleidet.

### Andere Charaktere
- Old Gisors – Kyos Vater, opiumsüchtig, ehemals Professor der Soziologie an der Universität Peking, dient Kyo und Ch’en als Führer.
- May Gisors – Kyos Frau, eine deutsche, in Schanghai geborene Doktorin
- Katov – Ein Russe, Mitorganisator des Aufstands. Er wird wegen Verrats bei lebendigem Leibe verbrannt.
- Hemmelrich – Ein belgischer Grammophonhändler
- Yu Hsuan – Dessen Partner
- Kama – Japanischer Maler, Old Gisors' Schwager
- Ferral – Präsident der französischen Handelskammer, Kopf des Frankreich-Asien-Konsortiums. Seine Beziehung zu Valerie macht ihm zu schaffen, weil er sie nur als Objekt besitzen will.
- Valerie – Ferrals Freundin
- Konig – Chef von Chiang Kai-sheks Polizei.
- Suan – Junger chinesischer Terrorist, der Ch’en half, später aber bei jenem Anschlag verhaftet wurde, bei dem Ch'en getötet wurde.
- Pei – Half ebenfalls Ch’en.

## Hauptthemen
Das bemerkenswerteste Thema ist die existenzialistische Maxime des Sich-selbst-erfinden-Müssens. Das wird z. B. durch Kyo dargestellt, und das Gegenteil davon durch den Fatalismus Tchens/Ch'ens. Katov entscheidet sich dafür, seine Giftpille zwei anderen Gefangenen zu geben, und akzeptiert es somit, selbst lebendig verbrannt zu werden, um zwei andere vor den Qualen zu retten.
Das Buch streicht mancherorts auch heraus, wie die Leute miteinander interagieren, was sie für eine Haltung zum Gegenüber haben. Ferral und Old Gisors glauben beide, sie könnten in einer Person nur verstehen und besitzen, was sie verändern können. Bei Ferral sieht man das in seiner Beziehung zu Valerie, und bei Old Gisors durch seine zu Ch'en/Tchen.

## Preise und Nominierungen
- Prix Goncourt, 1933

## Rezeption
Mario Vargas Llosa sagte über den Roman: „Es ist einer der besten französischen Romane des 20. Jahrhunderts, ein Meisterwerk. Er zeigt, wie eine spontane Bewegung entrechteter Leute manipuliert und in etwas verwandelt werden kann, was mit dem ursprünglichen idealistischen Impetus nicht mehr das Geringste zu tun hat. Was ist richtig, was ist falsch, was ist gerecht, was ist ungerecht? Malraux ist sehr akkurat in der Beschreibung dieser Verzerrung, die wir in Südamerika so oft beobachten konnten.“